# Sartennu
Sartennu, sartinnu – jedna z najważniejszych godności urzędniczych w starożytnej Asyrii i Babilonii, tłumaczona zazwyczaj jako „naczelny sędzia”. 
Sartennu należał do grona bardzo wpływowych dostojników dworskich z najbliższego otoczenia króla. Jego tytuł, wywodzący się najprawdopodobniej jeszcze z języka huryckiego, był już archaiczny i nie odzwierciedlał wszystkich obowiązków tego urzędnika, który decydował w imieniu króla w najważniejszych sprawach sądowych oraz pełnił szereg ważnych funkcji administracyjnych. W 671 r. p.n.e., za rządów króla Asarhaddona (681-669 p.n.e.), sartennu o imieniu Kanunaju pełnił urząd limmu (eponima).